# Hotel Mánes (Svratka)
Hotel Mánes je hotel vystavěný ve 40. letech 20. století ve Svratce, tvořící jednu z dominant města v centru CHKO Žďárské vrchy. Od roku 2020 není hotel přístupný pro veřejnost.

## Historie
Hotel začal stavět během druhé světové války svratecký podnikatel Jindřich Bureš podle plánů architekta Karla Řepy z Pardubic. V důsledku válečných událostí a nedostatku stavebního materiálu stavba pokračovala pomalu a po skončení války byla dokončena jen hrubá cihlová stavba. I v dalších letech pokračovaly práce jen pozvolna. Po únoru 1948 byla na stavbu uvalena národní správa, kterou byl pověřen podnik Československé hotely. Národní správce stavební práce dokončil, slavnostní otevření hotelu proběhlo 17. července 1949. Vzhledem k malířské tradici Svratky dostal jméno Mánes. Do roku 1964 spravoval hotel podnik Raj Žďár nad Sázavou, poté Interhotel Brno. Po listopadu 1989 byl hotel v restituci vrácen potomkům původních majitelů. Vzhledem k soudním sporům však chátral. Po několika letech, kdy byl mimo provoz, hotel na začátku 21. století koupil František Černý, učeň bývalého šéfkuchaře hotelu Františka Mořického. Začal s opravami a v září 2008 byl hotel znovu otevřen.Hotel dlouho sloužil pouze pro rekreaci a nenabízel mnoho okolních aktivit. K dnešnímu dni se však hotel výrazně posunul svým zázemím i prostředím. Bylo rozšířeno i parkoviště samotného hotelu, které je záměrně skryto za objektem. Dnes hotel slouží hlavně pro účely Policie ČR. 

## Popis
Architekt při výstavbě vycházel z estetických kvalit místních přírodních materiálů. Plochy hrubého kamene a tmavého dřeva kontrastují s hladkou omítkou. Těchto materiálů bylo využito také při horizontálním členění jednotlivých podlaží. Budova hotelu je zakončena mírnou pultovou střechou, v nárožích prolomené balkony. Stavbu obklopuje zahrada upravená ve stylu anglického parku.

## Architektonický popis
Jedná se o protáhlou obdélníkovou stavbu s mnoha výstupky – balkóny, které jsou využity například jako zázemí restaurace nebo společná vyhlídková terasa. Při výběru materiálů bylo vždy první zásadou vybírat lokální suroviny a materiály. Objekt se skvělou rekonstrukcí podařilo zasadit do okolní zástavby. Okolní zástavba se liší pouze rozmanitou barvou nově rekonstruovaných objektů. Pokoje taktéž nabízejí velice klidný pobyt. Stěny jsou zde totiž řešeny s přidanou akustickou izolací nebo zvýšenou tloušťkou jednotlivých konstrukcí. Nová výsadba zeleně také systematicky provazuje okolní krajinu se zástavbou. 

## Chronologické datování
Letopočty spojené s Hotelem Mánes ve Svratce
1941 Začala přestavba a renovace objektu, neprávoplatným majitelem
1949 Národní správce stavební práce dokončil, slavnostní otevření hotelu proběhlo 17. července 1949.
1989 Po listopadu 1989 byl hotel v restituci vrácen potomkům původních majitelů.
2008 V září 2008 byl hotel znovu otevřen
2024 Stále probíhá rekonstrukce

## Služby
Hotel nabízí ubytování v čtyřhvězdičkovém hotelu ve dvou a třílůžkových pokojích a tří až pětilůžkových apartmánech s LCD televizí, minibarem, sociálním zařízením a internetem. K dispozici je vířivka a kongresový sál pro 100 až 200 osob.